# Alexis Enam
Alexis Enam Mendamo (Ambam, 25 novembre 1986) è un ex calciatore camerunese, di ruolo centrocampista.

## Carriera

### Nazionale
Esordisce con la maglia del Camerun nel 2007.
Ha preso parte ai Giochi Olimpici di Pechino 2008.